# 롱다이강
롱다이강(베트남어: Sông Long Đại / 瀧龍岱)은 베트남 북부 중부 해안 지역인 꽝빈성 꽝닌현에 있는 강이다. 강은 안남산맥에서 발원하여 일반적으로 북동쪽으로 흐른다. 롱다이강의 총 길이는 77km이며, 둑에 좁고, 비옥한 평원을 만든다. 그 후 끼엔장강을 만나 함께 녓레강을 이룬다. 녓레강은 일반적으로 북동쪽으로 흐른 후 동허이시에서 동해로 흘러 들어간다. 롱다이강은 9월부터 12월까지 지속되는 장마철에 홍수를 일으키곤 했다. 하지만, 이 심각한 홍수는 상류에 댐을 건설함으로써 방지되었다.